# Norodom Ier
Le roi Norodom Ier (né Ang Voddey en février 1834) règne sur le Cambodge de 1860 jusqu’à sa mort, le 24 avril 1904.
Il est connu pour être le premier monarque du protectorat français du Cambodge.

## Étymologie
Son nom dérive du sanskrit Narottama : « le meilleur (uttama) des hommes (nara) », une épithète de Vishnu.

## Biographie

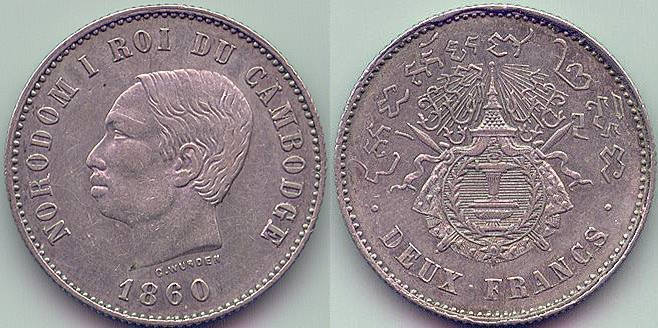
Pièce de 2 francs cambodgiens en argent, millésimée « 1860 », émise à partir de 1875.

Ang Voddey, fils aîné du roi Ang Duong, passe sa jeunesse à étudier à Bangkok, afin de renforcer les liens entre le royaume khmer et le Siam qui exerce alors sa suzeraineté sur le Cambodge.
En 1856, sentant sa dernière heure approcher, Ang Duong demande à la cour de Bangkok de lui renvoyer son fils aîné, qui lui succède plus tard sous le nom de Norodom Ier.
En fait, le choix d’Ang Voddey est tout sauf évident. Selon les chroniques du Siam, le roi Rama IV, au courant de son impopularité espère qu’il devrait rapidement faire appel à lui pour consolider son trône et réfréner ainsi chez lui toute velléité d’indépendance.
Au début, la prédiction du monarque siamois sembla se réaliser. Plusieurs dignitaires se rangent derrière Si Votha, un autre des fils d’Ang Duong. Norodom est obligé d’aller chercher à Bangkok une armée siamoise qui le réinstalle sur le trône à Oudong. Toutefois, afin de desserrer l’étreinte de ses voisins de l’Ouest, le roi se rapproche des Français qui sont en train d’investir la Cochinchine et espèrent pouvoir utiliser le Mékong pour trouver un débouché vers la Chine.
Un traité de protectorat est signé le 11 août 1863, qui garantit notamment une aide française en cas d’agression extérieure en échange du droit pour les ressortissants français de s’installer et de la liberté de pratiquer la religion chrétienne. Toutefois, Norodom s’apercevra vite que certaines autres clauses étaient beaucoup plus contraignantes. Au début de 1864, il envisage de se rendre à Bangkok, mais en est vite dissuadé par Ernest Doudart de Lagrée, le représentant français, qui lui signifie que s’il persistait dans son désir, son départ pourrait être définitif. Il ne s’agit là que des prémices d’une prise de contrôle qui ira en s’accentuant sans que le monarque ne puisse inverser le cours des choses. En fait, Norodom est pris dans une nasse et ne peut se passer des Français. Dans les années 1860, il fait face à des révoltes pour lesquelles il doit demander l’intervention des troupes du nouveau protecteur pour sauver son trône. Il devra à nouveau déchanter quand, en 1867, les Français, dont le Mékong restait la principale source d’intérêt dans la région, cédaient leurs droits nouvellement acquis sur les provinces de Battambang et Siem Reap au Siam qui n’en demandait pas tant. Les relations se tendent encore d’un cran à partir de 1868, quand l’expédition de Doudart de Lagrée et Francis Garnier conclut à l’impossibilité de naviguer sur le Mékong jusqu’à la Chine et que la France décide de recentrer sa politique coloniale vers la « mise en valeur » de ses possessions et exige du roi des réformes visant à « améliorer l'efficacité » de la fiscalité et de l’administration. Norodom montre sa désapprobation et, en se posant en gardien des traditions voit un moyen de redorer son blason auprès de ses sujets. La situation se débloquera au détriment du monarque en 1875, quand une nouvelle révolte du prince Si Votha nécessitera l’intervention des troupes coloniales en échange d’un train de réformes par lesquelles le roi devra céder le gouvernement effectif de son pays à un conseil des ministres que les protecteurs espèrent pouvoir mieux contrôler et où le rôle de Norodom est réduit à la portion congrue. Toutefois, la mise en application des accords se fera attendre à cause notamment des nombreuses manœuvres dilatoires du roi et amena les Français à faire preuve d’une plus grande fermeté. Le 17 juin 1884, des canonnières prennent place devant le palais royal de Phnom Penh alors que le gouverneur de la Cochinchine Charles Thomson impose à Norodom la signature d'une convention qui renforce le protectorat en donnant la gestion des affaires intérieures aux Français.

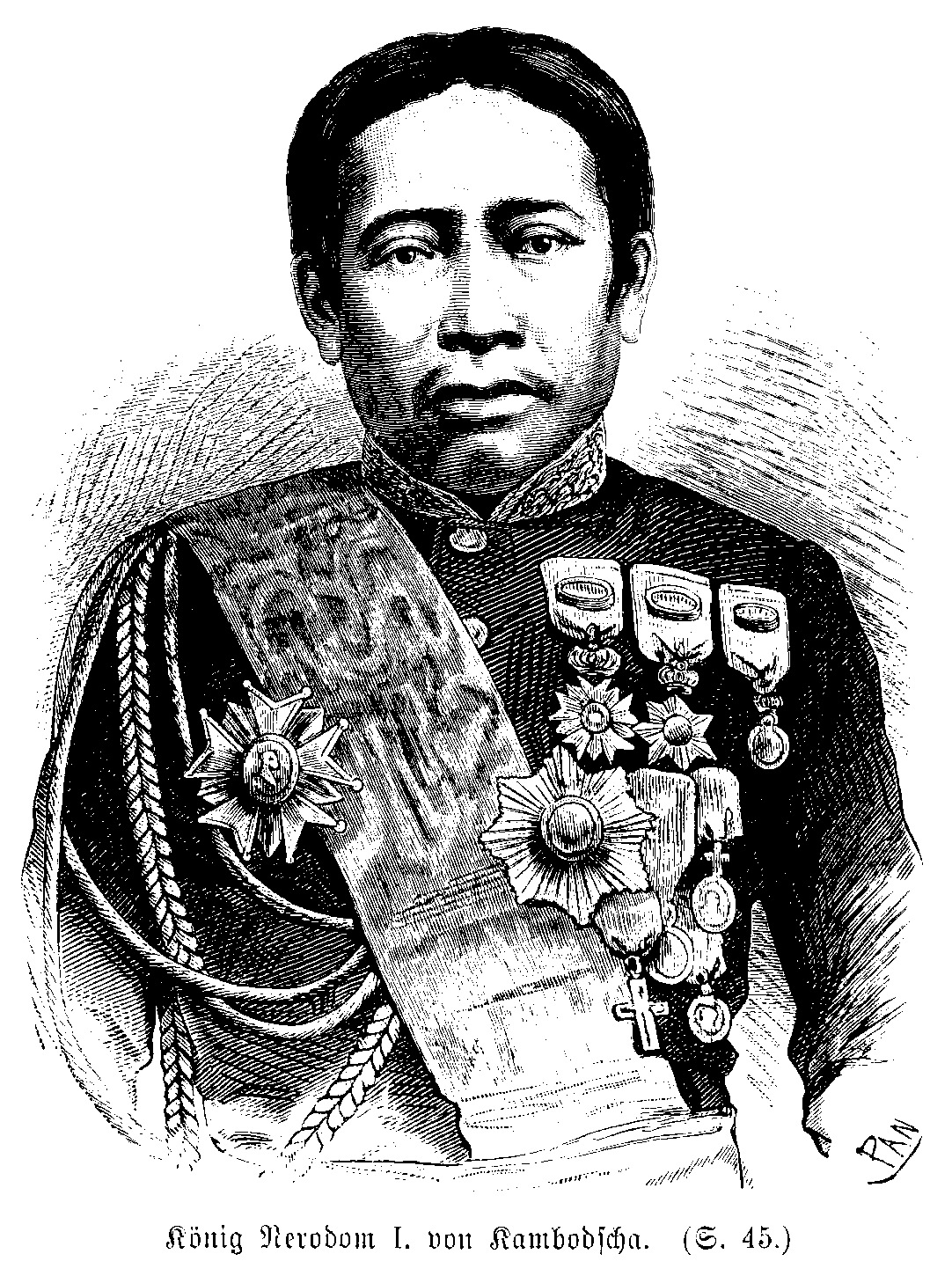
Norodom Ier en 1903.

Dans les années qui suivent, Norodom exécute, plutôt à contrecœur, les fonctions représentatives qui lui restent attribuées. Les choses s’enveniment à partir de 1896, quand le résident général Louis Albert Huyn de Vernéville, lassé par la mauvaise volonté du monarque, décidait de procéder au remplacement du roi. Il laissa entendre que la santé de Norodom défaillait, qu’il « parait avoir la plus grande peine à rassembler ses idées » et insinuait qu’attendre le décès pour régler la succession risquait d’aboutir à une grave crise. Il proposait donc de mettre sans tarder sur le trône Sisowath un autre des fils d’Ang Duong. En attendant, il profitait d’un certificat médical rédigé par un médecin conciliant pour retirer ses dernières prérogatives au monarque. En mars, toutefois, Paul Doumer, récemment nommé gouverneur général se rend sur place afin de se rendre compte par lui-même de la situation. Il rencontre un Norodom en parfaite santé ; la supercherie est découverte et, si de Vernéville est muté, le roi ne retrouve pas le pouvoir qui était le sien avant cette affaire. En 1900, après avoir affirmé son intention de se rendre à l’Exposition Universelle, il doit y renoncer et envoie un de ses fils, le prince Yukanthor, qui lors de son séjour remet un mémorandum aux autorités françaises où il dénonce le mauvais traitement infligé à son père par l’administration coloniale, la corruption des ministres nommés par les résidents généraux, la destitution des fonctionnaires restés fidèles au roi. L’affaire sera étouffée, arguant que les récriminations du prince étaient surtout motivées par la perte de quelques privilèges tels que l’esclavage royal ou l’organisation des jeux de hasard ; le protectorat saura toutefois se rappeler l’action d’éclat du prince quand viendra l’heure de remplacer son père sur le trône alors que Yukanthor y gagnera une image d’icône dans les futurs mouvements indépendantistes. Quant au roi, sa santé décline et, le 23 février 1904, on lui détecte une tumeur à la mâchoire, dont il décédera le 25 avril 1904.
Ses restes sont incinérés dans la nécropole royale d'Oudong, au début de 1906.

## Postérité
Du roi Norodom Ier et de ses 45 épouses sont issus 27 fils et 34 filles à l'origine de la famille royale « Norodom » dont le Prince Norodom Sutharot (1871-1945), 22e fils, époux de sa demi-sœur la princesse Baghavathi Panganguni (1874-1944) (29e fille) ; de cette union est issu Norodom Suramarit, roi du Cambodge.